# 1946 في أستراليا
فيما يلي قوائم الأحداث التي وقعت خلال عام 1946 في أستراليا.

## رياضة
- 1 يناير – البطولات الأسترالية 1946

## مواليد

### فبراير
- 1 فبراير – كارين كرانتزكي لاعبة كرة مضرب أسترالية.

### مارس
- 23 مارس – روفيلس راي لاعب كرة مضرب أسترالي.
- 24 مارس – كولن بيترسن

### يوليو
- 6 يوليو – بيتر سنجر فيلسوف أسترالي.
- 14 يوليو – جون وود ممثل أسترالي.

### أغسطس
- 1 أغسطس – جوردون جونسون درّاج طريق أسترالي.

### سبتمبر
- 25 سبتمبر – روبرت هيل سياسي أسترالي.

### أكتوبر
- 21 أكتوبر – لين أليسون سياسية أسترالية.

### نوفمبر
- 2 نوفمبر – آلان جونز
- 4 نوفمبر – جون كوبر لاعب كرة مضرب أسترالي.

### ديسمبر
- 23 ديسمبر – هيلين غورلاي لاعبة كرة مضرب أسترالية.

## وفيات

### أبريل
- 20 أبريل – ماي بوش (مواليد 1891) ممثلة أمريكية.

### مايو
- 2 مايو – بيل ديني (مواليد 1872) سياسي أسترالي.

### يوليو
- 14 يوليو – فيرا براون (مواليد 1889)

### أكتوبر
- 24 أكتوبر – جوزيف سينغلتون (مواليد 1879) ممثل أسترالي.